# 東京アカデミー
株式会社東京アカデミー（とうきょうアカデミー,英:Tokyo Academy）は、大阪府大阪市北区角田町に本社を置く、公務員試験や各種の資格試験対策の予備校である。

## 概要
試験合格が就職に直結する講座を運営。国家公務員及び地方公務員を中心とした公務員採用試験対策をはじめ教員採用試験対策、看護師国家試験対策さらに看護学校受験対策の講座を開講する予備校として知られており、他にも管理栄養士国家試験対策など各種資格試験対策も行っている。教材開発に熱心で東京アカデミーが編集する七賢出版販売の教員採用試験向け“オープンセサミシリーズ”は、度々、アマゾン書籍販売ランキング（特定部門）でも第1位になるなど多くの受験者からも支持されている。
お笑い芸人のチュートリアルを起用したCMを流していた（2007年 - 終了）。なお、関連会社のテレコムスタッフは、TV番組制作会社（代表番組は『世界の車窓から』）である。
2012年4月佐川宏治（公認会計士）が常務取締役に就任した。

## 沿革
- 1967年6月：創業。
- 2017年6月：創業50周年を迎える。
- 2020年6月：創業53年を迎えた。

## 学校所在地
- 北海道地方(東京アカデミー札幌)
  - 札幌市・旭川市・函館市
- 東北地方（東京アカデミー仙台）
  - 青森市・秋田市・仙台市
- 関東地方（東京アカデミー東京、東京アカデミー千葉、東京アカデミー大宮、東京アカデミー横浜）
  - さいたま市・船橋市・新宿区・千代田区・豊島区・立川市・町田市・横浜市
- 中部地方（東京アカデミー新潟、東京アカデミー中部）
  - 新潟市・金沢市・静岡市・名古屋市
- 近畿地方（東京アカデミー、東京アカデミー堺、東京アカデミー京都）
  - 京都市・大阪市・神戸市
- 中国地方（東京アカデミー広島、東京アカデミー北九州）
  - 岡山市・広島市
- 四国地方（東京アカデミー広島）
  - 高松市・松山市
- 九州地方（東京アカデミー北九州）
  - 福岡市・北九州市・長崎市・熊本市・大分市・鹿児島市

## 関連会社
- 東京アカデミー札幌
- 東京アカデミー仙台
- 東京アカデミー大宮
- 東京アカデミー千葉
- 東京アカデミー横浜
- 東京アカデミー新潟
- 東京アカデミー中部
- 東京アカデミー京都
- 東京アカデミー堺
- 東京アカデミー広島
- 東京アカデミー北九州
- ティーエーネットワーク（教材制作）
- 大東広告（広告代理店）
- 七賢出版（教材販売）
- テレコムスタッフ（番組制作会社）